# Rosa del Carpio
Rosa del Carpio Gallegos (Lima, 14 de septiembre de 1932 - Lima, 11 de septiembre de 2021) fue una escritora y poeta peruana. Estudió las carreras de Educación y Literatura en la Universidad Nacional de San Agustín, en la ciudad de Arequipa, ciudad a la que su familia emigra en 1947. Perteneciente a la Generación del 60 y miembro del Grupo Intelectual Primero de Mayo, sus poemas son reconocidos, principalmente, por tratar en temas referentes al compromiso social, a los conflictos políticos de su tiempo y a la salud mental, gracias al desarrollo de su conocimiento y ejercicio profesional.

## Biografía

### Formación
Realiza sus estudios escolares en colegio de la Congregación Dominica en Lima. Posteriormente, en 1947, la familia emigra a la ciudad de Arequipa en el sur del Perú, ciudad en la que sigue sus estudios universitarios en la Universidad Nacional de San Agustín. Cursa la carrera de Educación y, en paralelo, realiza estudios en Literatura debido a su temprana inclinación por la poesía. Durante este tiempo se incorpora al Frente Estudiantil Revolucionario y a la Juventud Comunista. Concluye sus estudios en el año de 1958 y regresa a ciudad de Lima. Ya instalada en la capital se especializa en Educación Sanitaria, estudio que le permitirá ejercer en diversas instituciones de nacionales del área de la salud. En 1966 es becada por el gobierno de Francia para realizar un posgrado en Desarrollo Social en el Institut International de Recherche et de formation En Vue Du Développement en París. Regresa al Perú en 1968 en donde se desarrolla en el campo de la Educación Sanitaria. Años más tarde, en el 2007, egresó de la Maestría en Escritura Creativa en la Universidad Nacional Mayor de San Marcos (UNMSM).

### Trayectoria
En 1955, durante sus estudios universitarios, obtuvo el primer premio en los Juegos Florales de Poesía con el poemario Entre dos orillas. Durante esta misma época, y durante los convulsos años de la dictadura del General Manuel A. Odría, empezó a colaborar en los cuadernos del Grupo Intelectual Primero de Mayo y a escribir los poemas que constituirían el libro La conquista del trigo, que fue publicado en 1964 y, posteriormente, fue convocada a unirse formalmente al Grupo intelectual Primero de Mayo. Dos años después, en 1966, publicó su segundo libro Miserablemente Humana. En 1984, incursionó en la narrativa participando en el Cuento de la mil palabras de la revista Caretas con el cuento «La otra habitación» con la que obtuvo una mención honrosa. Después de un considerable silencio creativo, en el 2011 publicó una antología de su obra poética en Contra señores del mundo, gobernadores de estas tinieblas. Poesía reunida, 1955-1980" que incluye poemarios inéditos como Poemas del hospital, El instinto de las moscas y Velámenes.
Sus poemas han sido publicados en diversos libros como Poesía revolucionaria del Perú de Alfonso Molina y prologada por el poeta español Marcos Ana, Antología de la Poesía en Arequipa en el siglo XX editada por Jorge Cornejo Polar, Poesía proletaria del Perú (1930-1976), Introducción, Selección y Notas de Víctor Mazzi T. y Antología de la poesía arequipeña, 1950-2000.

## Obras
- La conquista del trigo (1964)
- Miserablemente humana (1966)
- La otra habitación (1984)
- El instinto de las moscas (2008)
- Contra señores del mundo, gobernadores de estas tinieblas. Poesía reunida, 1955-1980 (2011)